# Hunya
Hunya is een plaats (község) en gemeente in het Hongaarse comitaat Békés. Hunya telt 798 inwoners (2002).